# Franz Pfemfert

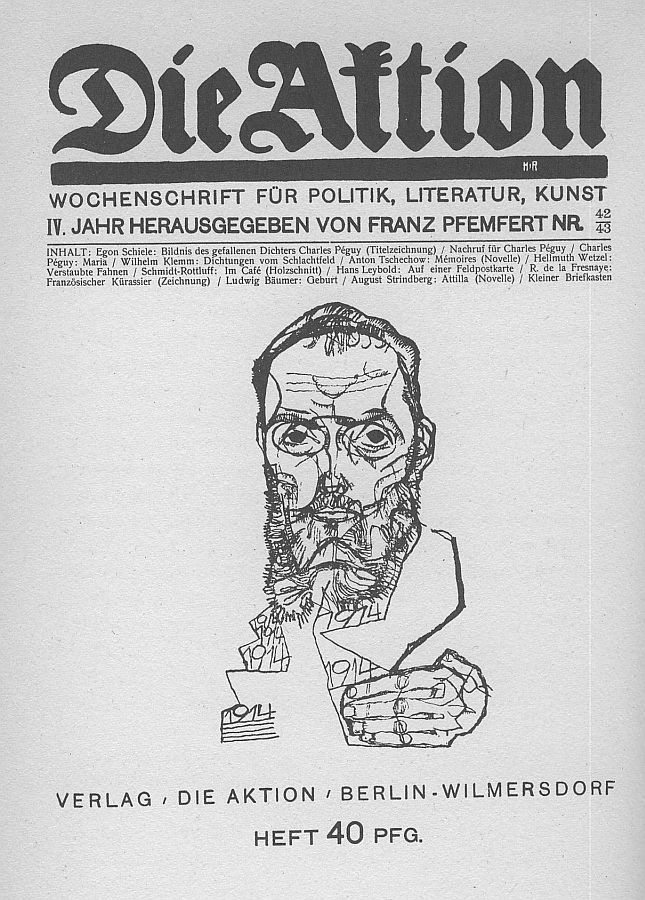
Aktion 1914

Franz Pfemfert (ur. 20 listopada 1879 w Lötzen, obecnie Giżycko, zm. 26 maja 1954 w Meksyku) – niemiecki publicysta, wydawca i redaktor artystycznego periodyku – „Die Aktion”, współtwórca i teoretyk ekspresjonizmu w sztuce.